# Hermine Demoriane
 (décembre 2021).
Si vous disposez d'ouvrages ou d'articles de référence ou si vous connaissez des sites web de qualité traitant du thème abordé ici, merci de compléter l'article en donnant les références utiles à sa vérifiabilité et en les liant à la section « Notes et références ».
Hermine Demoriane est une chanteuse française, écrivaine et fil-de-fériste, née à Neuilly-sur-Seine en 1942.
Même si sa carrière musicale britannique fut courte, elle a marqué les esprits par son interprétation intuitive.

## Biographie

### Famille
Hermine Demoriane est la fille d'un ingénieur et d'une journaliste. Elle se marie en 1965 avec le poète britannique Hugo Williams, avec lequel elle a une fille, Murphy Williams, elle aussi écrivain et journaliste.

### La bohème londonienne
À la fin des années 1960, elle contribue à International Times, un magazine hippy, avec des interviews de Jean-Luc Godard, Philippe Garrel, Len Lye, etc.
Pendant la première moitié des années 1970, elle se produit comme fil-de-fériste, collaborant par exemple avec COUM Transmissions (pré-Throbbing Gristle) et à une saison du Grand Magic Circus (de Jérôme Savary) à Paris en 1974 dans la pièce de Copi Goodbye Mister Freud. Elle joue dans Jubilee, film de Derek Jarman (le personnage de Chaos qui chante Je ne regrette rien de Piaf). Elle participe aux Alternative Miss World de l'artiste Andrew Logan.
Elle a écrit trois pièces : Lou Andréas Salomé (avec Richard O'Brien et Jenny Runacre), He Who Is Your Lord Is Your Child Too (avec Anne Bean) et The Knives Beside the Plates (avec le Neo-Naturist Cabaret), entre 1978 et 1980. D'octobre 1980 aux débuts de 1981, elle se produit dans des intermèdes musicaux au The Comic Strip, un café-théâtre pionnier de Soho (avec des comédiens comme Rik Mayall, Jennifer Saunders, etc.). Par ailleurs, elle se produit et organise des soirées de performance art.
Elle joue dans Court of Miracles de John Maybury en 1982, et aussi Hilda Was a Goodlooker de Anna Thew (London Film-Makers Co-Operative) en 1986.

### La chanteuse
Elle fut une des divas new-wave pendant sa courte carrière musicale. En 1974, engagée comme funambule par The Moodies, elle chante pour la première fois en public. C'est une chanson de Nick Lowe, I won't make it without you. Avec Moodier elle donne une version de Blue Angel de Roy Orbison produite par Max Paddison à la manière d'une chanson de Marlene Dietrich.
En 1976, elle joue deux concerts avec The Subterraneans, groupe composé de Nick Kent et The Damned sans leur chanteur Dave Vanian, et enregistre avec Nick Kent et Peter Perrett un 45 tours jamais publié. David Cunningham de The Flying Lizards la remarque et l'enregistre pour le simple Torture, prévu sur Virgin Records et qu'elle sortira sur son propre label Salomé Records, avant une reprise augmentée sur Human records. Elle sort ensuite chez eux un deuxième 45 tours.
En avril 1982, le label belge Crammed Discs sort un 33 t six titres, The World On My Plates, célèbre pour la photographie de couverture de Richard Rayner-Canham où la chanteuse en robe de bal fait une vaisselle de 45 tours. En 1982 et 1983, elle partira en tournée. L'album suivant, Lonely At The Top, sortira en juillet 1984 sur son label (Salomé). Des sessions suisses pour un autre album sont finalement parues en 2008 sur l'album Who'll Come Walking. Ses deux disques ont connu des rééditions augmentées sur CD en 2006 chez Les Temps Modernes (LTM).
Les spectateurs des séries French & Saunders et Absolutely Fabulous ont pu la voir et entendre son accent français prononcé dans beaucoup de pastiches chantés (elle chante une version française du générique à la fin de l'épisode Paris-Shooting à Paris, en 2001).
En avril 2008 est sorti Who'll Come Walking, un nouvel album CD sur son label Salomé Discs. Hermine a chanté en mai pendant un rallye cyclo-musical de Sacy-le-Petit à Verderonne, l'Oise, et également les 11 et 12 juin lors du Andrew Logan Summer Sale au GlassHouse à Londres.
Hermine se produit dans trois concerts en Suisse (Berne, Genève et Zurich) en novembre 2008, accompagnée par Ian Hill, Ian Kane et Susie Honeyman.

### La châtelaine
Elle est présidente de l'association Ateliers d’artistes de Sacy du château de Sacy (château dont elle a hérité en 1994 de ses grands-parents Hermine et Armand Dupuis, après avoir racheté les parts de ses frères et sœurs, de ses cousins et de sa tante, à Sacy-le-Petit dans l'Oise) qui organise des résidences d'artistes franco-britanniques et présente des expositions. « Les artistes sont invités à passer un mois en résidence l’été, afin de produire un travail in situ. En fin de séjour a lieu une exposition des œuvres réalisées au cours de la résidence et un catalogue est publié. »
Elle est aussi secrétaire de The Blondin Memorial Trust, dédié à la mémoire du funambule Charles Blondin.

## Publications
- Lifestar, a Diary of Nine Months (« Un journal de 9 mois »), Alan Ross, 1969 / Coward-McCann, 1970
- The Tightrope Walker (« La funambule »), Secker & Warburg, 1989  (ISBN 0-436-12682-6)

## Discographie

### Originale
- Torture/Veiled Women, 45 t, Salomé, rééd. Human Records, Torture/Veiled Women/Born a woman/Foxes will, HUM 3, 1980
- TV Lovers/Valley of the dolls, 45 t, Human Records, HUM 11, 1981
- The World On My Plates, 33 t, Crammed Discs, 1982
- Lonely At The Top, 33 t, Salomé, 1984
- Who'll Come Walking, CD et à télécharger, Salomé, 2008

### Rééditions
- The World On My Plates bis, CD réédition augmentée, LTM CD 2473, 2006
- Lonely At The Top bis, CD réédition augmentée, LTM CD 2476, 2006

## Filmographie
Sauf indication contraire, les informations mentionnées dans cette section peuvent être confirmées par la base de données cinématographiques IMDb,  présente dans la section « Liens externes ».
- 1982 : The Court of Miracles, court métrage de John Maybury
- 1978 : Jubilee de Derek Jarman — Chaos